# Andrei Jewgenjewitsch Lunjow
Andrei Jewgenjewitsch Lunjow (russisch Андрей Евгеньевич Лунёв, englisch Andrey Yevgenyevich Lunjov, fälschlicherweise auch Lunev; * 13. November 1991 in Moskau, Russische SFSR, Sowjetunion) ist ein russischer Fußballtorwart, der seit August 2023 bei Qarabag FK unter Vertrag steht.

## Karriere

### Verein
Der Torwart spielte von 2010 bis 2014 für Torpedo Moskau. Dabei wurde Lunjow 2011 und 2013 verliehen. Im Jahr 2015 ist er für eine Saison zum FK Ufa gewechselt. Den baschkirischen Verein verließ er 2017 Richtung Zenit St. Petersburg und spielte bis 2021 für den Verein.
Im Juli 2021 verpflichtete der deutsche Bundesligist Bayer 04 Leverkusen den russischen Nationaltorhüter. Beide einigten sich auf eine Vertragslaufzeit über zwei Jahre bis zum 30. Juni 2023. Als Ersatzmann von Lukáš Hrádecký saß er regelmäßig auf der Ersatzbank, ehe er sich im Januar 2022 einen Riss der rechten Syndesmose zuzog. Sein Vertrag wurde nicht verlängert. Er wechselte im Sommer 2023 nach Aserbaidschan zu Qarabag FK.

### Nationalmannschaft
Am 10. Oktober 2017 debütierte er in der russischen A-Nationalmannschaft im Freundschaftsspiel gegen Iran. Lunjow wurde in den Kader der Russischen Fußballnationalmannschaft für die WM 2018 berufen, wurde aber als Ersatztorwart nicht eingesetzt.

## Erfolge
Zenit St. Petersburg
- Russischer  Meister: 2019, 2020, 2021
- Russischer Fußballpokal: 2020